# 張九皋 (唐朝)
张九皋（？—755年），韶州曲江县人（现广东省韶关市）。唐代光禄大夫、岭南节度使，封南康郡開國伯。
张秉才三子。张九龄胞弟。太平公主欣赏张九皋的才华，托人把张九皋列为第一名。同時間王维赴长安参加进士考试，也将自己的行卷投在唐玄宗之弟岐王李範门下。岐王教王維去拜訪太平公主，王维才华横溢，又一表人才，深得公主赏识，最後王維被列為第一。张九皋曾官宋州（治所在今河南省商丘县南）刺史，提拔過高適。天寶十四年卒於西京，終年六十六歲。
張仲方是張九皋的孙子。

## 轶事
据《萧碑》所载，张九皋的光禄大夫一职主要靠运送贡荔枝有功而升迁至。贡荔枝即岭南以及福建一带所产荔枝，四川一带所产的荔枝因为品质低而不能被成为贡品，而且荔枝的保鲜是极为困难的事情，即使在今天荔枝的保鲜也不是一件容易事，因此在唐代，运送贡荔枝的难度可想言之。但张九皋想出了方法，就是将贡荔枝一整枝树砍下来，以快马运送，路上不停洒水，最终还是一颗到几颗可以顺利运送到长安。亦因为这个主要功劳，所以因功升迁至光禄大夫一职。